# Gymnodia flavescens
Gymnodia flavescens är en tvåvingeart som först beskrevs av Stein 1903.  Gymnodia flavescens ingår i släktet Gymnodia och familjen husflugor. Inga underarter finns listade i Catalogue of Life.